# Between the Sheets

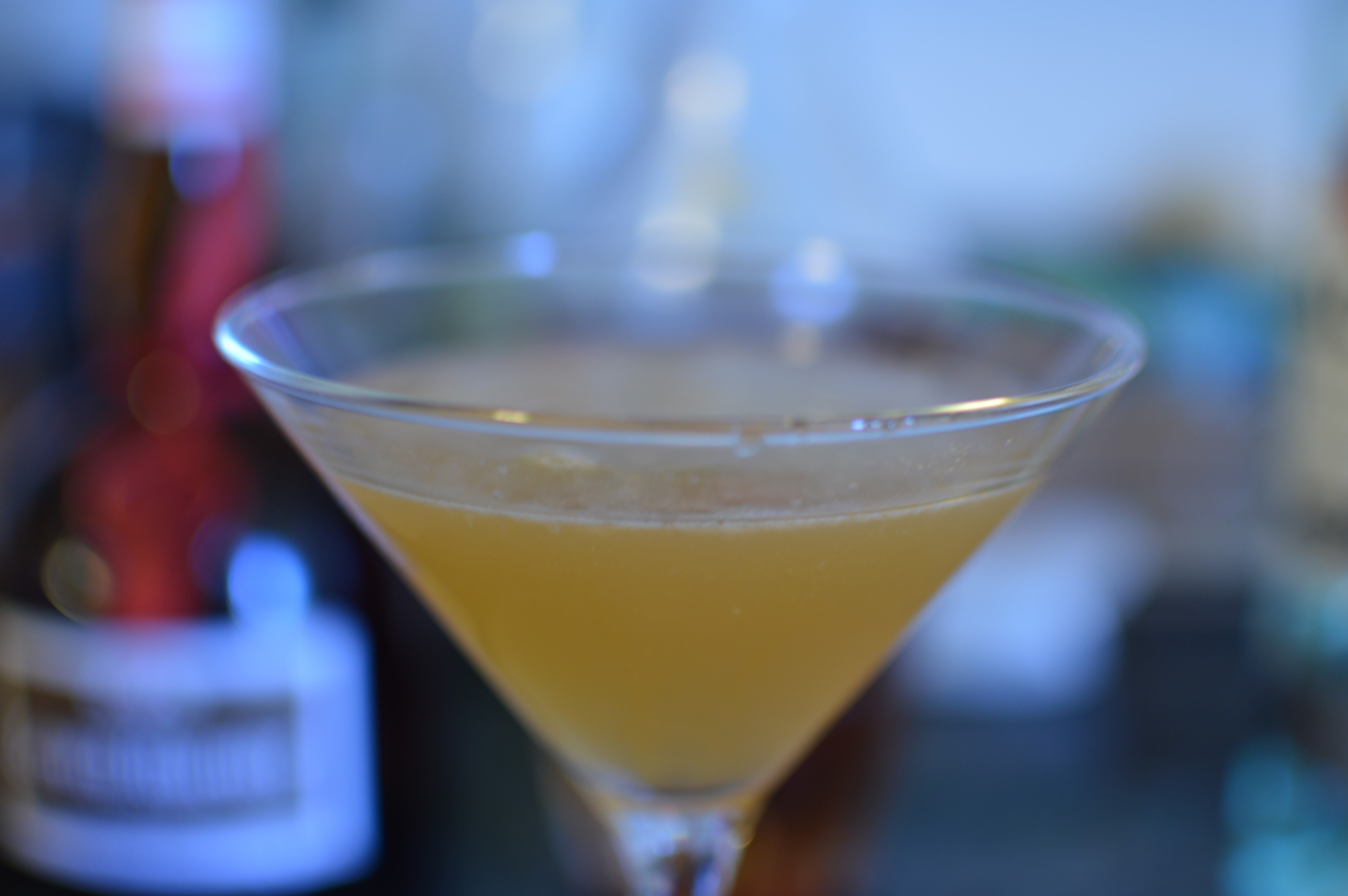
Between the Sheets

Der Between the Sheets (englisch etwa für Zwischen den Laken) ist ein alkoholhaltiger Cocktail aus Cognac, weißem Rum, Triple Sec (Orangenlikör) und Zitronensaft. Von der International Bartenders Association wird der Drink zusammen mit anderen namhaften Cocktails in der Kategorie The Unforgettables (etwa: Die Unvergesslichen) geführt.

## Geschichte
Als Erfinder des Between the Sheets gilt Harry MacElhone, der Gründer der Harry’s New York Bar in Paris. Er soll den Cocktail im Jahr 1930 erstmals gemixt haben. Andere schreiben die Erfindung des Drinks einem Mr. Polly zu, ehemaliger Manager des Luxushotels Berkeley in London. Wieder andere Quellen nennen französische Bordelle, in denen der Drink von Prostituierten getrunken wurde, als Ursprung.

## Zubereitung und Variationen
Nach Angaben der International Bartenders Association wird eine Zubereitung mit
- 3 cl Cognac
- 3 cl weißer Rum
- 3 cl Triple Sec
- 2 cl Zitronensaft

empfohlen. Die Zutaten werden in einen Cocktailshaker gegeben, auf viel Eis geschüttelt und anschließend in ein vorgekühltes Cocktailglas abgeseiht.
Bei dem Cocktail handelt es sich um eine Abwandlung eines weiteren bekannten Cocktails, des Sidecars. Für einen Between the Sheets wird jedoch weniger Cognac und zusätzlich Rum verwendet. Teilweise wird der Drink auch als Maiden's Prayer bezeichnet, manchmal ist mit diesem Namen eine Abwandlung, die den Cognac und Rum durch Gin ersetzt und zusätzlich zum Zitronen- auch Orangensaft verwendet, gemeint.